# Scottellia
Scottellia é um género botânico pertencente à família Achariaceae.

## Espécies
Apresenta 14 espécies:
- Scottellia chevalieri
- Scottellia coriacea
- Scottellia gossweileri
- Scottellia kamerunensis
- Scottellia klaineana
- Scottellia leonensis
- Scottellia macrocarpa
- Scottellia macropus
- Scottellia mimfiensis
- Scottellia montana
- Scottellia orientalis
- Scottellia polyantha
- Scottellia schweinfurthii
- Scottellia thyrsiflora